# Ukraine Defense Contact Group
Ukraine Defense Contact Group (UDCG), även kallad Ramstein Group och Ramstein format, är en koalition i syfte att förstärka Ukrainas försvarskapacitet mot Ryssland i och med Rysslands invasion av Ukraina 2022. Koalitionen består av samtliga länder i den mellanstatliga militära alliansen Nato, ett antal icke-Nato-länder samt Europeiska unionen (EU).

## Historik
UDCG inrättades den 26 april 2022 vid ett möte mellan Nato och andra länder på den amerikanska militära flygplatsen Ramstein Air Base, utanför Ramstein-Miesenbach i Tyskland. Mötet gällde frågan hur man skulle kunna hjälpa Ukraina att möta Rysslands angrepp.
I juni 2024 förekom uppgifter i media om att USA planerade för att lämna över en del av ansvaret för koalitionen till Nato. Uppgifterna grundades på farhågor om att Donald Trumps regering skulle dra ner på stödet till Ukraina om Trump vann det amerikanska presidentvalet senare under året.

## Deltagande länder och organisationer
| Nato: - Albanien - Belgien - Bulgarien - Danmark - Estland - Finland - Frankrike - Grekland - Island - Italien - Kanada - Kroatien - Lettland - Litauen - Luxemburg - Montenegro - Nederländerna - Nordmakedonien - Norge - Polen - Portugal - Rumänien - Slovakien - Slovenien - Spanien - Storbritannien - Sverige - Tjeckien - Turkiet - Tyskland - Ungern - USA | Icke-Nato-länder: - Ukraina - Argentina - Australien - Bosnien och Hercegovina - Colombia - Cypern - Georgien - Irland - Israel - Japan - Jordanien - Kenya - Kosovo - Marocko - Moldavien - Nya Zeeland - Qatar - Sydkorea - Tunisien - Österrike Övriga: - Europeiska unionen (EU) |